# Luis Schmidt Montes
Luis Rodolfo Schmidt Montes (14 de enero de 1949) es un ingeniero, empresario y dirigente gremial chileno. Se desempeñó como presidente de la Sociedad Nacional de Agricultura (SNA), la organización empresarial más antigua de su país, y como embajador político de Chile en la República Popular China entre 2010 y 2014 y desde 2018 hasta 2022.

## Familia y estudios
Nació del matrimonio formado por Luis Carlos Alfredo Schmidt Mac-Quade (fallecido tempranamente), y Luz Montes Velasco, el cual tuvo cuatro hijos más: Alfredo, Luz María, Cristián y Sandra. Su abuelo era el exministro de Estado Luis Schmidt Quezada.
Estudió en el Colegio Notre Dame de la capital chilena, y luego ingeniería civil en la Pontificia Universidad Católica.
Contrajo matrimonio con Patricia Gabler González, con quien tuvo cuatro hijos.

## Carrera empresarial y gremial
Se inició como administrador y gerente en el fundo agrícola El Maqui en el año 1969. Posteriormente trabajó en la Fundición Libertad, desde donde pasó a Viña Undurraga, empresa a la que llegó recomendado por su amigo enólogo, Aurelio Montes. Permaneció allí durante quince años, mientras simultáneamente desarrollaba su propio campo viticultor y una lechería.
Devino en dirigente gremial tras verse afectado por el llamado «conflicto de las uvas» que se desencadenó entre Chile y Estados Unidos tras la detección de dos granos de uva contaminados con cianuro, a comienzos de 1989. Este hecho gatilló una orden de embargo contra toda la fruta chilena, medida que perjudicó económicamente a los exportadores del país sudamericano por un monto superior a los US$ 330 millones. En ese contexto, creó la Asociación de Productores de Fruta de la Región Metropolitana.
Fue presidente de la Federación Gremial Nacional de Productores de Fruta (Fedefruta) entre 1997 y 2006, y de la Sociedad Nacional de Agricultura entre 2005 y 2009. Intentó infructuosamente alcanzar la presidencia de la Confederación de la Producción y del Comercio (CPC) en 2006.
En 2010 asumió, por encargo del presidente Sebastián Piñera, la representación de su país en la República Popular China.
Tras retornar a Chile se reintegró al trabajo gremial siendo elegido nuevamente en Fedefruta como su presidente en octubre de 2016.